# Graphis illota
Graphis illota är en lavart som beskrevs av Müll. Arg. Graphis illota ingår i släktet Graphis och familjen Graphidaceae.   Inga underarter finns listade i Catalogue of Life.